# Torsten Bucht
Ernst Torsten Axel Bucht, född 23 januari 1893 i Härnösand, död 24 juni 1969 i Uppsala, var en svensk språkforskare. Han var son till Wilhelm Bucht och Linnéa Bucht samt bror till Gösta Bucht.
Bucht blev filosofie doktor vid Uppsala universitet 1924 och var docent i nordiska språk där 1924–1927. Han var medlem av redaktionen för Svenska Akademiens ordbok 1927–1932 och lektor vid högre allmänna läroverket i Härnösand 1932–1958. Bucht behandlade i ett flertal arbeten framför allt norrländska dialekter och ortnamn, samt ägnade sig även åt hembygdsforskning. Han var också verksam som musikrecensent och dirigent i Härnösand.